# Gilău
Gilău (Hongaars: Gyalu) is een gemeente in Cluj. Gilău ligt in de regio Transsylvanië, in het westen van Roemenië.
In 1910, toen dit gebied nog bij het Koninkrijk Hongarije hoorde, bleken bij de volkstelling 1.773 van de 2.972 inwoners (60%) etnisch Roemeens te zijn, 1.144 Hongaars (38%) en de rest Roma. Bij de volkstelling van 1992 waren 6.748 van de 7.966 inwoners (85%) Roemeens, 877 Hongaars (11%) en 341 Roma (4,3%).
Er is een kasteel te zien met daarachter een ruïne van een voormalig kasteel. Begin december elk jaar is er een lichtfeest, het hele dorp is dan met ledlampjes verlicht.
Steden met gemeentestatus: Cluj-Napoca · Turda · Câmpia Turzii · Dej · Gherla

Stad zonder gemeentestatus: Huedin

Gemeenten: Aghireșu · Aiton · Aluniș · Apahida · Așchileu Mare · Baciu · Băișoara · Beliș · Bobâlna · Bonțida · Borșa · Buza · Căianu · Călățele · Cămărașu · Căpușu Mare · Cășeiu · Cătina · Câțcău · Ceanu Mare · Chinteni · Chiuiești · Ciucea · Ciurila · Cojocna · Cornești · Cuzdrioara · Dăbâca · Feleacu · Fizeșu Gherlii · Florești · Frata · Gârbău · Geaca · Gilău · Iara · Iclod · Izvoru Crișului · Jichișu de Jos · Jucu · Luna · Măguri-Răcătău · Mănăstireni · Mărgău · Mărișel · Mica · Mihai Viteazu · Mintiu Gherlii · Mociu · Moldovenești · Negreni · Pălatca · Panticeu · Petreștii de Jos · Ploscoș · Poieni · Râșca · Recea-Cristur · Săcuieu · Săndulești · Săvădisla · Sânncraiu · Sânmartin · Sânpaul · Someșeni · Sic · Suatu · Tritenii de Jos · Tureni · Țaga · Unguraș · Vad · Valea Ierii · Viișoara · Vultureni